# Karcze (województwo mazowieckie)
Karcze – wieś w Polsce położona w województwie mazowieckim, w powiecie siedleckim, w gminie Zbuczyn. Ma status sołectwa.
Wieś królewska w starostwie zbuczyńskim w ziemi łukowskiej województwa lubelskiego w 1786 roku. W latach 1975–1998 miejscowość administracyjnie należała do województwa siedleckiego.
Wierni Kościoła rzymskokatolickiego należą do parafii św. Stanisława i Aniołów Stróżów w Zbuczynie.